# Chiel von Meijenfeldt
Michiel Hermann (Chiel) von Meijenfeldt, bijnaam de Rode Generaal, (Rotterdam, 4 januari 1923 – Roermond, 24 november 1990) was een Nederlandse generaal in de Koninklijke Landmacht, die zich langdurig heeft ingezet voor de vredesbeweging en in de jaren 80 een belangrijk informant was van de Oost-Duitse Staatssicherheitsdienst.

## Biografie
Von Meijenfeldt was zeventien jaar toen de Tweede Wereldoorlog uitbrak, en nam deel aan het verzet tegen de Duitse bezetter, het laatste oorlogsjaar als lid van de Binnenlandse Strijdkrachten. Na de oorlog meldde hij zich als vrijwilliger voor de strijd in Nederlands-Indië en werd hij ingelijfd bij het Koninklijk Nederlandsch-Indisch Leger (KNIL). Tot begin jaren vijftig bleef hij wonen en werken in Indonesië, waar hij trouwde en zijn oudste dochter werd geboren.
In 1953 keerde hij terug naar Nederland en werd pelotonscommandant bij de landmacht. Hij kreeg verscheidene staffuncties en studeerde af op de Hogere Krijgsschool. In 1964 kreeg hij de opdracht het leger te rationaliseren. Die aanbevelingen uit die opdracht leidden tot veel weerstand, maar leidde tot nieuwe ideeën over de taak van de krijgsmacht, die Von Meijenfeldt uitwerkte als directeur van het Studiecentrum voor Militair Leiderschap. Door zijn omstreden ideeën werd Von Meijenfeldt door VVD-minister De Koster overgeplaatst naar een troepenfunctie, maar in 1976 kwam hij terug in het centrum van de militaire macht toen hij door staatssecretaris Bram Stemerdink werd voorgedragen voor het gouverneurschap van de Koninklijke Militaire Academie (KMA), in 1976 gevolgd door een benoeming als generaal-majoor.

### Generaal in de vredesbeweging
Intussen werd bekend dat generaal Von Meijenfeldt kritiek had op korte afstand kernwapens en actief was in de vredesbeweging. Van 1975 tot 1977 was hij voorzitter van het Interkerkelijk Vredesberaad (IKV), maar hij legde die functie neer toen de campagne "Help de kernwapens de wereld uit, om te beginnen uit Nederland!" van start ging. Hij werd opgevolgd door Ben ter Veer. In 1980 nam hij afscheid van het leger. Bij de Tweede Kamerverkiezingen van 1982 en 1986 stond hij als nummer twee op de kandidatenlijst van de Evangelische Volkspartij (EVP), waarin veel linksgeoriënteerde christenen waren verenigd die niet instemden met de totstandkoming van het CDA.

### Dubbelrol
In zijn internationale contacten probeerde Von Meijenfeldt een brug te slaan tussen generaals van het Warschaupact en de NAVO. Hij wist dat de Staatssicherheitsdienst (Stasi) hem gebruikte bij het vergaren van informatie over de West-Europese vredesbeweging en Oost-Duitse dissidenten. De organisatie Generaals voor de Vrede werd ook door de DDR gefinancierd. Nog in 1986 liet Von Meijenfeldt zich Oost-Berlijn binnensmokkelen om daar bij te dragen aan een propagandafilm over de Friedensgeneräle. In datzelfde jaar kreeg hij ook de vredesmedaille van de DDR opgespeld. In augustus 1987, twee jaar voor de val van de Muur, woonde hij op uitnodiging van Erich Honecker de viering bij van 750 jaar Berlijn. Von Meijenfeldts dubbelrol werd onthuld door voormalig Stasi-topman Markus Wolf, in diens memoires Spionagechef im geheimen Krieg (1997).

## Familie
Zijn oudere broer Frits von Meijenfeldt was een ARP/CDA-politicus die Eerste Kamerlid is geweest.